# Magra landskommun
Magra landskommun var en tidigare kommun i dåvarande Älvsborgs län.

## Administrativ historik
Kommunen bildades i Magra socken i Bjärke härad i Västergötland när 1862 års kommunalförordningar trädde i kraft.  
Vid kommunreformen 1952 uppgick den i Bjärke landskommun som upplöstes 1974 då denna del uppgick i Alingsås kommun. 

## Politik

### Mandatfördelning i Magra landskommun 1946
| 4 | 6 | 2 | 6 |

| 15 | 3 |